# ولادیمیر کوبرانوف

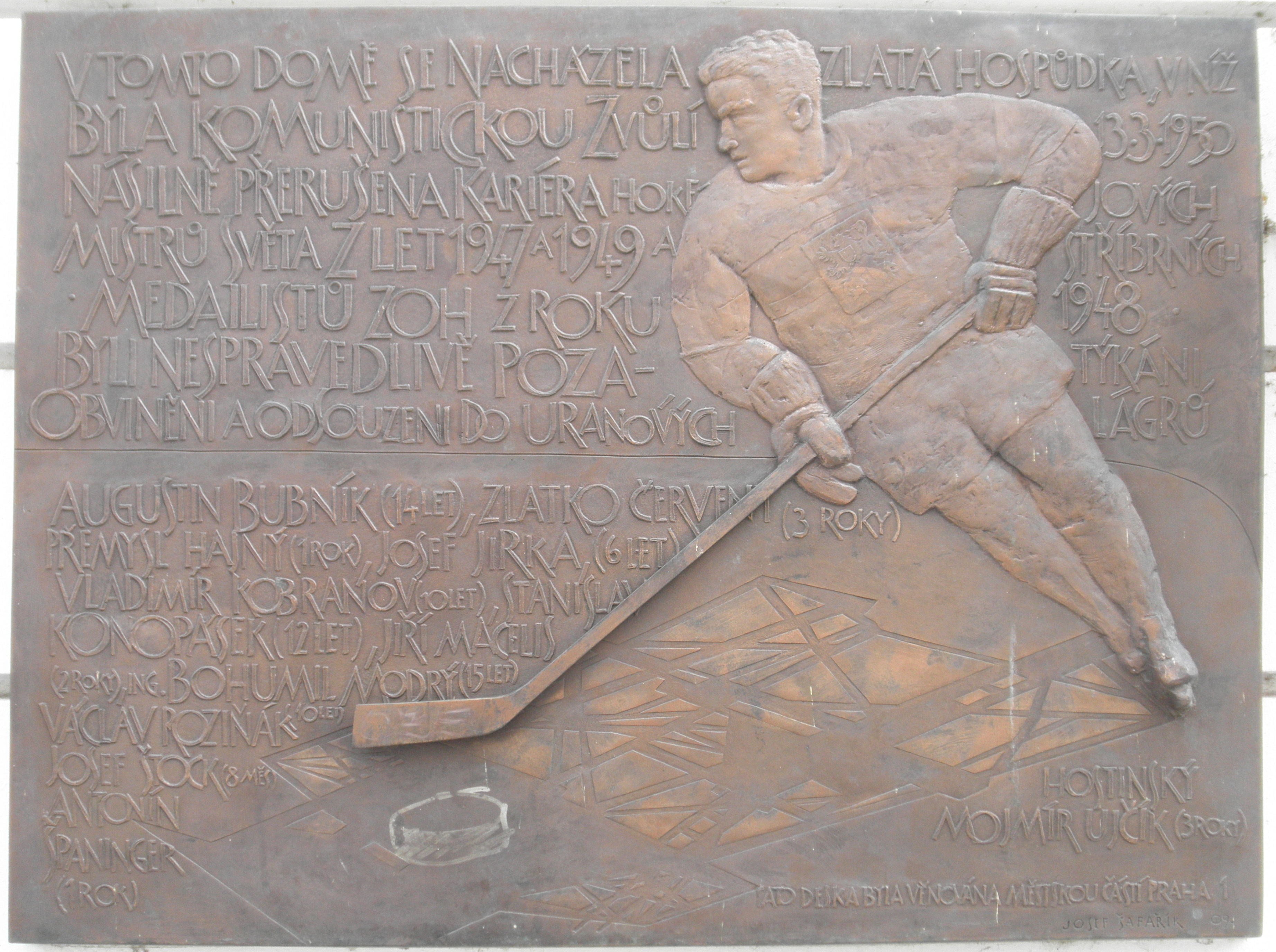
لوح‌یابود اسطوره‌های هاکی روی یخ چکسلواکی

ولادیمیر کوبرانوف (چکی: Vladimír Kobranov; ۴ اکتبر ۱۹۲۷ – ۲۵ اکتبر ۲۰۱۵) بازیکن هاکی روی یخ اهل چکسلواکی بود.
وی در مسابقات کشوری و بین‌المللی در مجموع برندهٔ ۱ مدال نقره شده‌است.